# Einsamkeit (Insel)
Die Einsamkeit (russisch остров Уединения ostrow Ujedinenija, norwegisch Ensomheden) ist eine unbewohnte russische Insel in der Karasee. Sie gehört verwaltungsmäßig zur Region Krasnojarsk und liegt zwischen Nowaja Semlja (300 km westlich) und Sewernaja Semlja (330 km östlich).

## Geographie
Die Insel ist 11,5 Kilometer lang, 5,2 Kilometer breit und besitzt eine Landfläche von 20 km². Ihre mit 27 m höchste Erhebung liegt im Südwesten.
Der Umriss der Insel ähnelt dem eines Atolls. Das Festland der Insel umschließt fast komplett die Laguna Sewernaja („Nordlagune“), die nur im Norden eine schmale Öffnung zum Meer hin aufweist. Bei der so genannten Lagune handelt es sich tatsächlich um eine fast 20 km² große Meeresbucht, die im Norden, Osten und Süden nur durch schmale Nehrungen vom offenen Meer abgetrennt ist. Die Fläche der Laguna Sewernaja ist also Meeresgebiet und geht nicht in die Fläche der Insel ein. Anders verhält es sich mit dem Osero Medweschje, einem Binnensee im Süden der Insel.
Der Westen der Insel ist von Fließgewässern durchzogen, die nach Osten zur Lagune hin abfließen und deren längstes der Rutschei Iogansena („Johannesenbach“) ist.
Sie ist Bestandteil des 1993 eingerichteten Großen Arktischen Naturreservats, des größten russischen Naturschutzgebiets.

## Geschichte
Die Insel wurde am 26. August 1878 vom norwegischen Seefahrer Edvard Holm Johannesen aus Balsfjord bei Tromsø entdeckt, der ihr aufgrund ihrer isolierten arktischen Lage den Namen Ensomheden – norwegisch für Einsamkeit – gab. Erstmals betreten wurde sie vom Norweger Otto Sverdrup, der 1914/15 im russischen Auftrag als Kapitän der Eclipse auf der Suche nach der verschollenen Russanow-Expedition war. 1933 erreichte die Cheliuskin unter dem Kommando des Arktisforschers Otto Juljewitsch Schmidt die Insel. Die ersten Gebäude auf der Insel, eine sowjetische Wetterstation mit Nebengebäuden, wurden 1934 errichtet.
Am 8. September 1942 vernichtete das deutsche U-Boot U 251 diese Wetterstation durch von Bord abgefeuerte Granaten und tötete die sowjetische Besatzung, die aus sieben Personen bestand (vgl. Unternehmen Wunderland). Die kleine Wetterstation wurde gleich wieder aufgebaut und war während der Zeit des Kalten Krieges ständig mit mindestens einem Stationswärter besetzt. Sie wurde am 23. November 1996 aufgegeben.